# Ministère de la Défense nationale (Niger)
Le ministère de la Défense nationale au Niger est le ministère chargé de la défense du Niger.  

## Description

### Siège
Le ministère de la Défense nationale du Niger a son siège à Niamey; près de la présidence du Niger.

### Attributions
Ce département ministériel du gouvernement nigérien est chargé de la conception, de la mise en œuvre et le suivi de la politique de l’État en matière de défense du territoire national.

### Ministres
Le ministre de la Défense du Niger est Salifou Modi.